# Coleophora gaylussaciella
Coleophora gaylussaciella é uma espécie de mariposa do gênero Coleophora pertencente à família Coleophoridae.